# Bitka za Brač 1944.
Bitka za Brač 1944. godine je bila zajednička ofenziva NOVJ-a i Saveznika za oslobođenje otoka Brača u Dalmaciji. Trajala je od 12. do 17. rujna 1944. godine, kada je Brač oslobođen. Bila je dijelom ofenzive za oslobođenje Dalmacije vođene tijekom rujna 1944. godine.
Tijekom borbi za Brač zapovjedništvo Wehrmachta pokrenulo je Operaciju Sivi ždral (njem. Kranich) radi evakuacije Nijemaca iz Supetra od 14. do 18. rujna 1944. godine. Njemačka operacija bila je neuspješna.

## Pozadina
Započinjući operaciju oslobađanja Dalmacije, 26. dalmatinska divizija oslobodila je tijekom rujna 1944. godine Brač, Hvar i Šoltu. Najteže borbe bile su vođene na Braču i trajale su od 12. do 17. rujna 1944. godine.
Nijemci su teško utvrdili mjesto Sumartin s okolicom na istočnoj obali Brača, s namjerom da ga odlučno brane. Ovo mjesto bilo im je jako važno zbog kontrole plovidbe Bračkim kanalom između Brača i dalmatinske obale. U području Sumartina nalazio se 2. bataljun 738. puka 118. lovačke divizije (bez 6. čete), ojačan 6. baterijom 628. mornaričkog topničke  divizije i podržavan tponištvom s područja Makarske. Dobro utvrđen, bataljun se mogao uporno braniti u slučaju napada bilo s kopna, bilo s mora.

## Tijek operacije
Na Brač se, osim dijelova 26. dalmatinske divizije, iskrcao i britanski 43. odred komandosa, kao i znatne topničke snage. Komandosi nisu bili uvođeni u borbu, a savezničko topništvo pružalo je neposrednu podršku postrojbama 26. divizije u borbama.
Njemačka posada Supetra (ojačan 3. bataljun 738. puka 118. lovačke divizije) se nakon borbe 12. rujna povukla prema Splitu, dok su za Sumartin vođene četvorodnevne teške borbe. Konačno je 17. rujna pred mrak uporište osvojeno, a tijekom sljedeće noći spriječeni su pokušaji probijanja posade iz okruženja i evakuacije na kopno.

## Gubici
Tijekom bitke za Brač bio je uništen 2. bataljun 738. puka zajedno s četom 118. izviđačkog bataljuna i topničkim dijelovima. Njemački ljudski gubici na Braču iznosili su 113 poginulih i 583 zarobljena vojnika.
Tijekom borbi za Brač 14. rujna poginuo je i Franjo Kluz, zapovjednik Prve eskadrile NOVJ-a.

## Ishod
Nijemcima je držanje Brača bilo od bitnog značaja, jer je omogućavalo nesmetanu plovidbu Bračkim kanalom. Zbog toga je Zapovjedništvo za jugoistok nakon pada Brača, 18. rujna, zahtijevalo izjašnjenje štaba Druge oklopne armije „zašto je bez naređenja evakuiran otok Brač".

## Vanjske poveznice
- Operation "Kranich"